# Galvanism

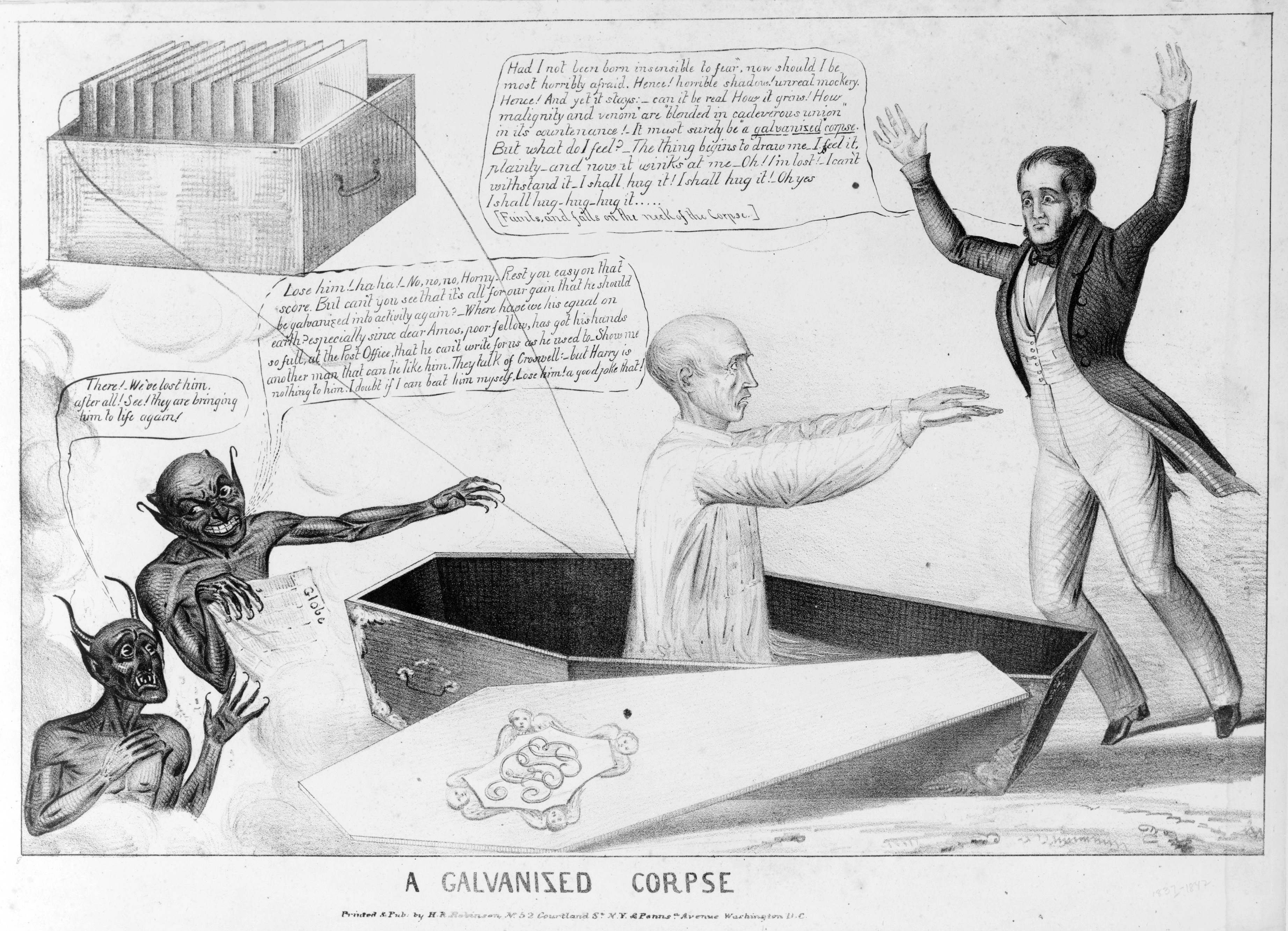
Teckning från 1800-talet av galvaniserat lik.

Galvanism är en äldre term som beskriver muskelsammandragningar orsakade av en elektrisk ström (elektrofysiologi). Termen myntades av Alessandro Volta efter den samtida italienske forskaren Luigi Galvani, som på 1790-talen undersökte fenomenet genom att utsätta avlidna djur för ström. Galvani själv kallade det "animalielektricitet" och antog att det rörde sig om en särskild form av elektricitet medan Volta däremot antog att det inte hade med elektriciteten att göra utan med beröringen av metall.
Många viktorianska forskare och lekmän undrade om man inte kunde återge döda personer livet genom en lämplig dos elektrisk ström till hjärnan, och galvanism kan också syfta på idén att animera döda kroppar. Det mest kända exemplet återfinns i Shelleys roman om Frankensteins monster från 1818.